# Tục thờ rắn ở Việt Nam
Tục thờ rắn là một tín ngưỡng dân gian Việt Nam. Trong nền văn hóa của nhiều dân tộc trên thế giới cũng như Việt Nam, rắn là con vật có sức ảnh hưởng mạnh mẽ đối với phong tục, tín ngưỡng của con người. Rắn là hình tượng khá quen thuộc trong đời sống văn hóa, rắn là một hình tượng phổ biến và có sức ám ảnh mạnh mẽ, phổ biến nhất của người Việt ở đồng bằng sông Hồng. Tục thờ rắn là một tín ngưỡng nguyên thủy của người Việt cổ với hai ý nghĩa chính là tục thờ thủy thần. Tục thờ này mang ý niệm về sông nước của cư dân làm nông nghiệp. Trong văn hoá dân gian Việt Nam, rắn không được xem là biểu tượng gắn với tôn giáo, trừ trường hợp Phật giáo của người Khmer sống ở Nam Bộ và người Champa cổ.

## Tổng quan

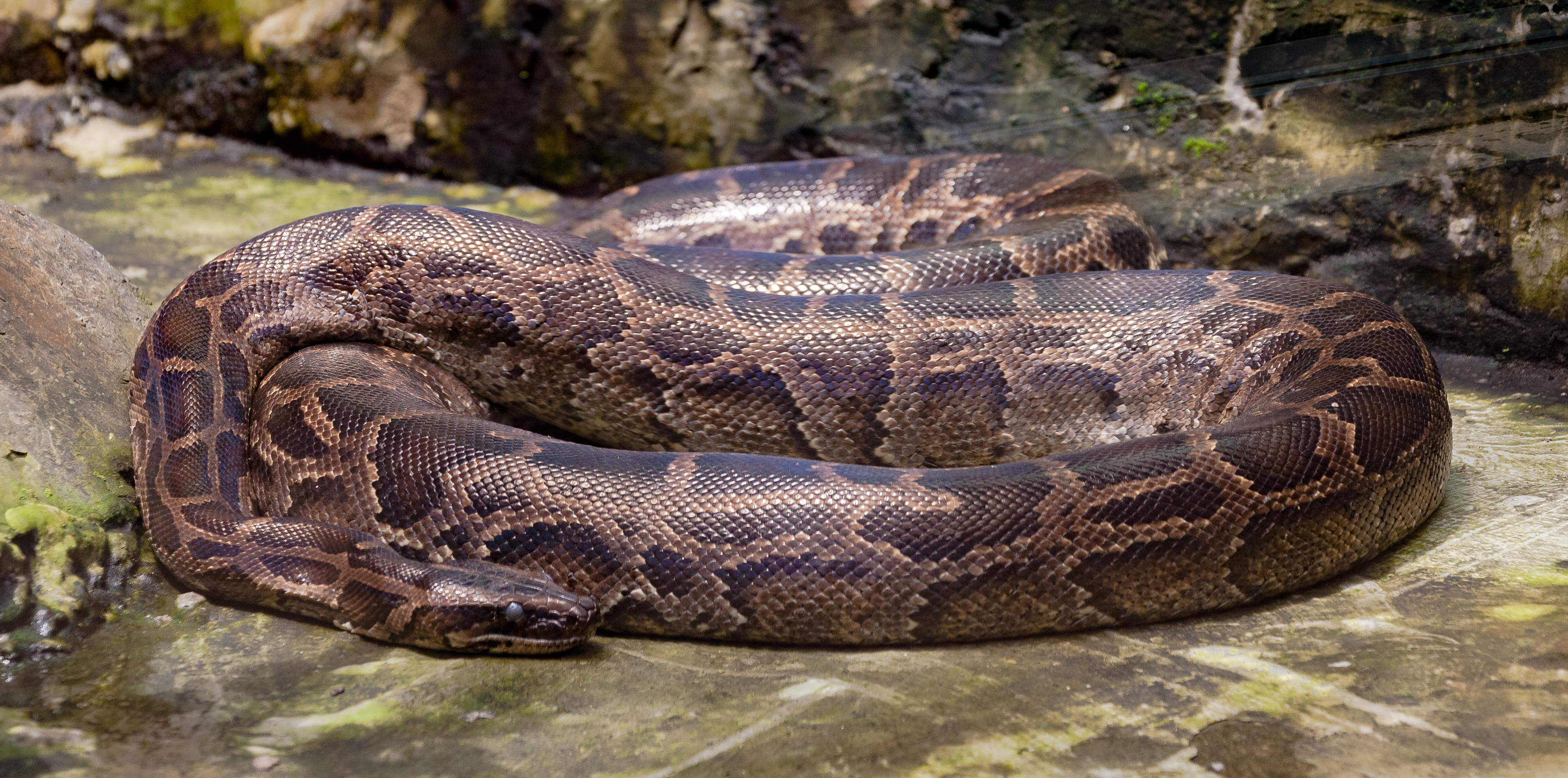
Một con trăn lớn (mãng xà) ở Sài Gòn

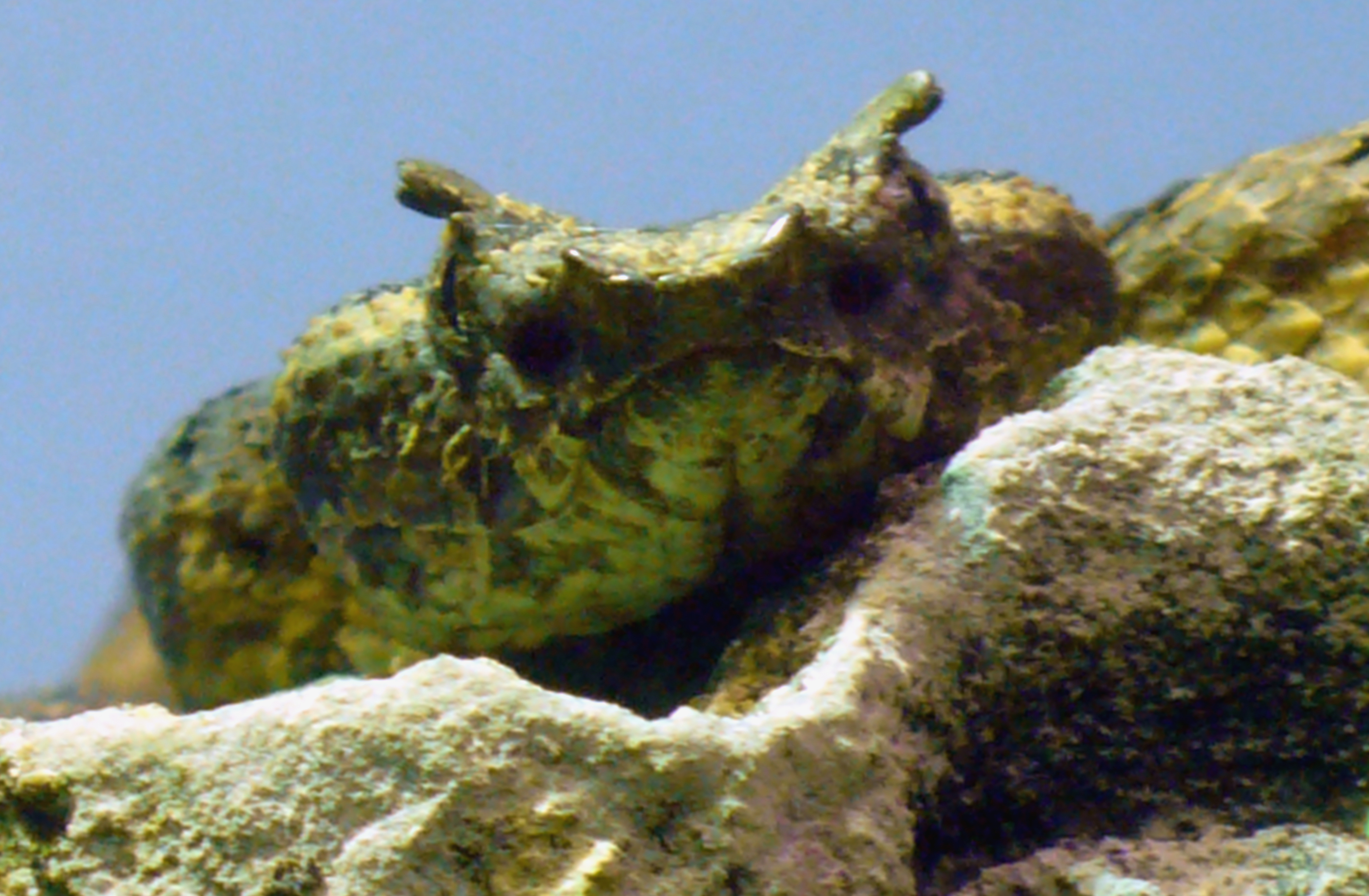
Loài rắn có mào duy nhất ở Việt Nam hiện nay là Rắn lục sừng, loài đặc hữu, chúng gắn với lời đồn thổi về rắn có mào

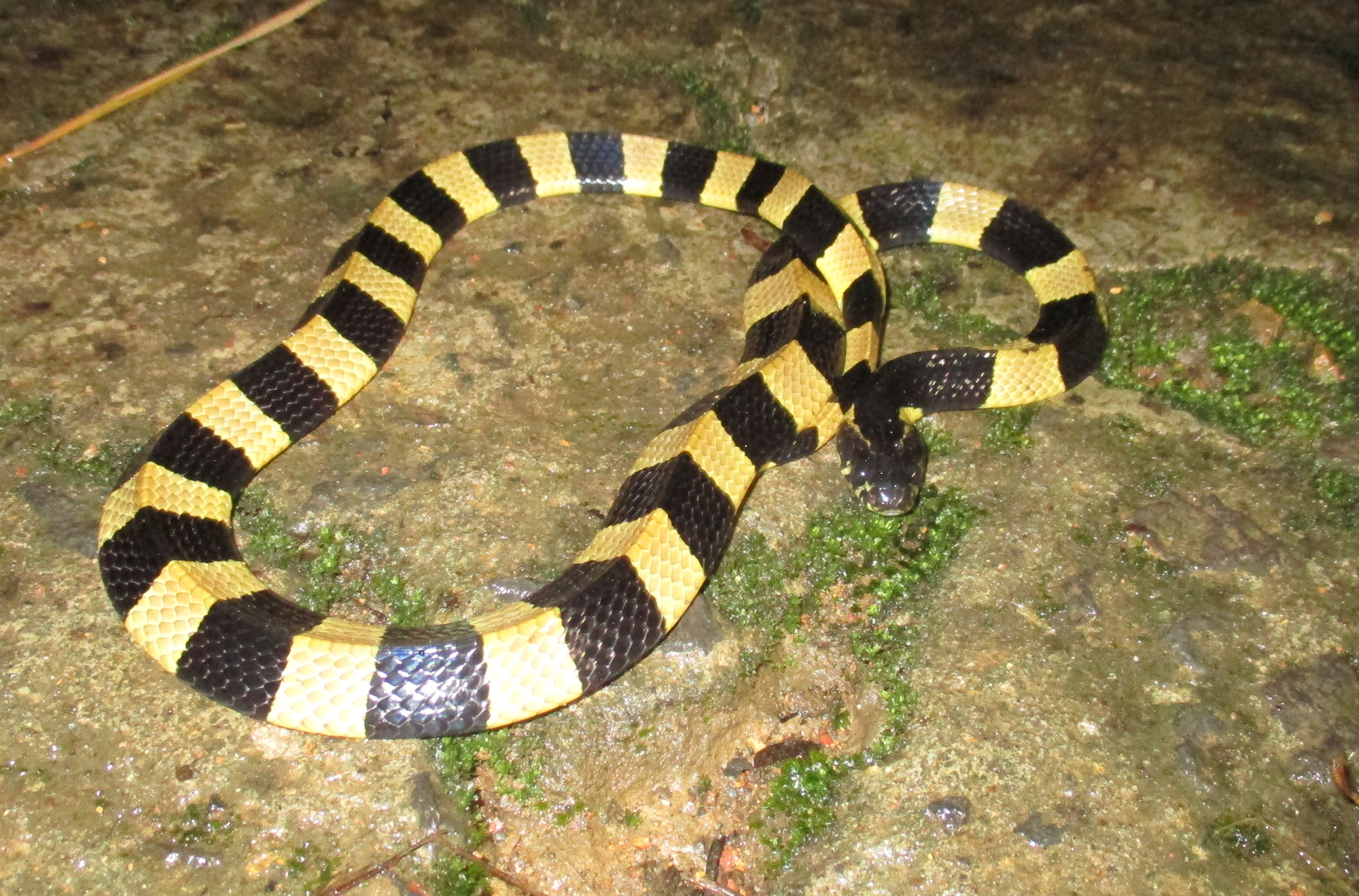
Rắn cạp nong ở vườn quốc gia Cát Tiên

Xuất phát từ môi trường tự nhiên gắn với điều kiện sông nước, đầm lầy, hình tượng rắn đã được đồng hóa với sông nước thủy thần, đi vào tâm thức dân gian Việt Nam từ rất sớm và thường gắn với tục thờ các vị thần tự nhiên. Tục thờ rắn là một trong những tín ngưỡng nguyên thủy của người Việt cổ. Trong quá trình phát triển của lịch sử, tín ngưỡng thờ Rắn đã được khoác thêm nhiều lớp văn hóa muộn hơn và ít nhiều có biến đổi cho phù hợp với từng điều kiện mới, người ta rất tôn sùng nước và cần một thế lực đủ mạnh để cai quản nguồn nước, dẫn đến tục thờ rắn đại diện cho thủy thần. Trong văn hóa Việt, rắn không chỉ là loài động vật bình thường mà còn trở thành một biểu tượng tâm linh.
Không chỉ xem rắn với tư cách là thần, người Việt còn chọn rắn làm vật tổ, nở ra trăm con đã phản ánh ít nhiều tại sao con người ta lại lấy rắn làm vật tổ. Hình ảnh của rắn thực sự mang màu sắc phong kiến, đồng nhất với hình ảnh của vương quyền khi nó gắn liền với hình ảnh của rồng. Rắn là con vật có thật trong tự nhiên song nó là hình mẫu khởi thủy của rồng, có mối liên hệ đặc biệt này giữa rắn và rồng. Ở lĩnh vực mỹ thuật, tạo hình, rồng bắt nguồn từ rắn, trong đó Rồng Lý Trần là một con rắn dài, quấn làm nhiều khúc, đầu không sừng, không râu. Rồng Thăng Long Đại Việt là loại Rồng lai Rắn, mình tròn trịa và thanh tú, với nhiều khúc uốn lượn nhịp nhàng, là loài có vẩy, ở nước và cũng tượng trưng cho nước, cho mây mưa, vốn là cái nhân tố bận tâm hàng đầu của người dân trồng lúa nước.
Do mê tín dị đoan nên người dân Việt Nam cũng tôn Rắn thần xuất hiện ở nhiều nơi. Khắp các tỉnh từ Bắc vào Nam như Bắc Giang, Nam Định, Thanh Hóa, An Giang đều xuất hiện "rắn thần" hay "linh xà", thần rắn, thần xà. Người dân thấy một con rắn lạ ở đâu là tôn ngay thành thần thánh rồi mang lễ vật tới cúng bái. Khó thống kê hết những địa phương có "rắn thần" xuất hiện. Với mỗi người Việt thì con rắn có mào, như mào gà trên đầu, rất ấn tượng, đi vào tâm trí. Ở đền nọ, miếu kia có con Rắn Thần có mào canh giữ, dù không cắn người, nhưng ai cũng khiếp sợ, coi là thần thánh, nhưng chứng cứ rõ ràng nào về loài rắn có mào đỏ chót như mào gà trên đầu ngoài những lời kể kiểu dọa nạt con nít.
Ngoài ra, ở một khía cạnh khác, người Việt nhìn chung thì rắn không có được hình ảnh tốt trong tiềm thức. Trong quan niệm dân gian, rắn là con vật hiểm ác, tinh quái và có phần gian xảo. Rắn không có được hình ảnh tốt trong tâm thức của người Việt, cứ nhắc tới rắn, bao giờ người ta cũng kèm theo những điều xấu. Người Việt có câu chuyện truyền thuyết về loài rắn như câu chuyện Thạch Sanh, Lý Thông, một huyền thoại khác là rắn báo oán mà Nguyễn Trãi bị tru di tam tộc. Trong hầu hết các câu chuyện ở Việt Nam, rắn thường gắn với cái ác vì thế, người Việt quan niệm rắn là loài đáng sợ nên không nhiều người thích chúng, vì nọc độc của một óố loài rắn có thể giết người ngay tức khắc.
Đối với rất nhiều người Việt Nam nói chung, rắn không phải là loài vật thân thiện với con người và thường ghê sợ, ám ảnh. Nhắc tới rắn, người ta muốn chỉ tính cách, hành động của con người, tục ngữ Việt còn có câu nói lên tính xấu của con người với hình ảnh con rắn như: "Khẩu Phật tâm xà" hay "Khẩu xà tâm Phật", "sư hổ mang", hay câu mắng mỏ: "đồ rắn độc", rồi: "Đánh rắn là phải đánh dập đầu", "Cõng rắn cắn gà nhà", "ngóc đầu dậy", "đánh rắn động cỏ", "Đả thảo kinh xà", rồi xếp chúng vào nhóm "rắn rết" là những con vật có hại, tởm tuốc, người ta cũng hay đập chết những con rắn đi lạc, những người tính cách không tốt, thường được ví như người ác, gian manh hay thích nhục dục, lươn lẹo, xảo xá hiểm độc.

## Theo địa phương
Các đền thờ rắn xuất hiện dọc theo các con sông Hồng, sông Cầu, sông Đuống và qua các di tích, lễ hội. Tục thờ rắn với tư cách là thủy thần không chỉ phổ biến ở đồng bằng Bắc Bộ mà còn có ở miền Trung, Tây Nguyên và cả miền Tây Nam Bộ. Từ người Kinh cho đến người Thượng. Người M'Nông thờ rắn như một vị thủy thần có sức mạnh và sự ảnh hưởng to lớn đối với cộng đồng. Người Mường ở Thanh Hóa cũng có tục thờ rắn. Các dân tộc tiêu biểu như dân tộc Thái, Tày, Mường từ lâu vẫn duy trì một số tục thờ các con vật trong đó có hai loài hổ và rắn với một niềm tin thiêng liêng về sự phù trợ tốt lành cho đời sống con người.
Tục thờ thần rắn ở Việt Nam là một hiện tượng khá phổ biến. Từ thời Trần, Lê, rắn đã trở thành thần, thành hoàng được thờ phổ biến nhiều nơi ở các làng xã Việt Nam, xuyên suốt từ Bắc chí Nam, từ đồng bằng châu thổ đến Trung du miền núi và được các triều vua sắc phong "Võ Sơn Long xà thượng thượng đẳng thần". Ở châu thổ Bắc bộ, tục thờ thần rắn cũng khá phổ biến, thể hiện qua hệ thống đền thờ rắn ở dọc theo các con sông lớn có đến 316 ngôi đền thờ thần rắn, các ngôi đền này đều thờ một cặp rắn là Ông Dài, Ông Cụt và qua các di tích, lễ hội như Thần tích và hội làng Linh Đàm thờ vị thủy thần Bảo Ninh, Hội làng Thủ Lệ, Hội làng Nhật Tân cũng thể hiện những dấu vết của tín ngưỡng thờ rắn, Hội làng Yên Nội ở Từ Liêm, Hà Nội thờ Thổ Lệnh Bạch Hạc Tam Giang, Hội làng và truyền thuyết Thánh Tam Giang ở Bắc Ninh.
Hội làng Linh Đàm thờ vị thủy thần Bảo Ninh là thần Rồng, hóa thành người học trò để học đạo. Trong lúc trời hạn hán, thiên đình ngưng việc làm mưa, vâng lời thầy, thần đã làm mưa chống hạn và bị thiên đình phạt, nhân dân nhớ ơn nên phụng thờ. Hội làng Thủ Lệ, nơi đây thì Linh Lang Đại Vương vốn là một rắn thần, là anh cả của bảy anh em rắn thần, sau khi lập công giúp nước, ngài hoá thành giao long trườn xuống Hồ Tây. Hội làng Nhật Tân thờ Uy Linh Đại Vương, vốn là anh cả của bảy anh em rắn thần, sau đó đầu thai làm hoàng tử Uy Đô Linh Lang. Ngoài ra, có thể kể đến một số lễ hội khác như hội làng Yên Nội ở Từ Liêm, Hà Nội thờ Thổ Lệnh Bạch Hạc Tam Giang.
Ở Nghệ An cũng có nhiều đền thờ rắn, chỉ tính riêng địa bàn huyện Diễn Châu và Yên Thành có tới 9 ngôi đền thờ thần rắn, song có 3 ngôi đền, tiểu biểu gắn với tục thờ thần rắn rõ nét và đó là đền Canh ở xã Đức Thành, huyện Yên Thành, Đền Sò và đền Đức Thánh Cả (đền thần rắn) ở xã Diễn Lộc, huyện Diễn Châu. Ở Đình làng Phú Bài, xã Thủy Phù, Hương Thủy, Thừa Thiên-Huế cũng lập bài vị thờ Ông Dài, Ông Cụt. Theo truyền thuyết, đây là hai con rắn, một dài một cụt vốn là con của thần Gió từng hiển linh giúp đỡ dân làng, đem lại mưa thuận gió hòa, nên được dân làng tưởng nhớ, tôn xưng là thủy thần.
Rắn là con vật trung tâm trong truyện kể dân gian một số dân tộc thiểu số miền núi phía Bắc Việt Nam là con Hổ và con Rắn và tín ngưỡng thờ con vật của các dân tộc, với tần số xuất hiện phổ biến trong nhiều thể loại, tiểu loại và thể loại truyện kể dân gian, hình ảnh con hổ và con rắn đã tạo ra những dấu ấn riêng có trong truyện kể các dân tộc. Hình ảnh con rắn xuất hiện phổ biến trong thể loại truyền thuyết và trong một số truyện cổ tích như truyện về người mồ côi, người con riêng, truyện về người em gái út. Điều này phản ánh mối quan hệ gắn bó giữa các con vật với đời sống thực tế, đồng thời cũng góp phần minh chứng cho tín ngưỡng coi trọng và thờ cúng các con vật ở một số dân tộc.
Tại khu vực Nam Trung Bộ và Tây Nam Bộ, rắn cũng là một vị thần được thờ chính của người Chăm ở khu vực Ninh Thuận và Bình Thuận, với hình tượng con rắn thần Naga. Người Khmer Nam Bộ cũng cũng thờ thần rắn Naga của người Chăm Nam trung Bộ nhưng người Khmer thờ thần rắn với niềm tin thần là người làm chủ nguồn nước, sẽ tạo ra mưa thuận gió hòa cho các cư dân nông nghiệp lúa nước Đông Nam Á vì theo họ thì Naga cũng có nghĩa là thần mưa, tạo mưa cho vạn vật sinh sôi. Khu vực Miền Trung bộ, tín ngưỡng thờ thần rắn cũng được nhiều dân tộc tôn thờ và xem đó là một con vật linh thiêng, có thể hô phong hoán vũ. Người Mường ở Thanh Hóa có một ngôi đền thờ thần Rắn được biết đến hiện nay ở thôn Lương Ngọc, xã Cẩm Lương, huyện Cẩm Thủy, tương truyền, cá ở suối cá thần do một thần Rắn bảo hộ, che chở.

## Vật tổ
Không chỉ thờ rắn với tư cách là thủy thần, người Việt còn xem rắn là vật tổ. Dấu vết về tục thờ vật tổ rắn của người Việt cổ cũng được ghi lại trong các văn bản xưa. Người Mân Việt ở miền đông nam cùng với người Man hay Nam Man đều thuộc dòng giống rắn tức coi rắn như vật tổ của mình, có miêu tả cảnh tế thần rắn của người Việt cổ ở vùng Triều Châu thuộc tỉnh Quảng Đông với mô típ con rắn xanh cũng được kể ở khá nhiều nơi. Rắn xanh được thờ ở nhiều nơi và được đưa thành một mô típ trong truyện kể, bởi rắn được tượng trưng cho thần nước trước khi là rồng. Cũng chính rắn đã trở thành vật tổ của họ Ngân ở vùng núi Nghệ An khi giúp họ Ngân tìm ra nước giải hạn trong lúc họ chạy nạn.
Giữa rắn và người có mối quan hệ thân thiết ruột thịt, thậm chí cùng chung một dòng máu, biểu tượng rắn trong quan hệ với người thành ba dạng: rắn là con nuôi của người, mẹ người và các yếu tố khác đẻ ra rắn; hôn nhân người và rắn; mẹ người và bố rắn đẻ ra trứng, kết hợp giữa huyền thoại chim tổ và huyền thoại rắn bố để trở thành mẹ tiên Âu bố rồng Lạc sinh ra bọc trứng. Việc thờ vật tổ của thị tộc người Việt cổ là rất phổ biến, trong đó, thị tộc thờ rắn là một trong những thị tộc mạnh thời bấy giờ. Cùng với thời gian và sự phát triển về ý thức, tín ngưỡng thờ vật tổ là cơ sở quan trọng của việc hình thành biểu tượng quốc gia sau này.

## Biến thể

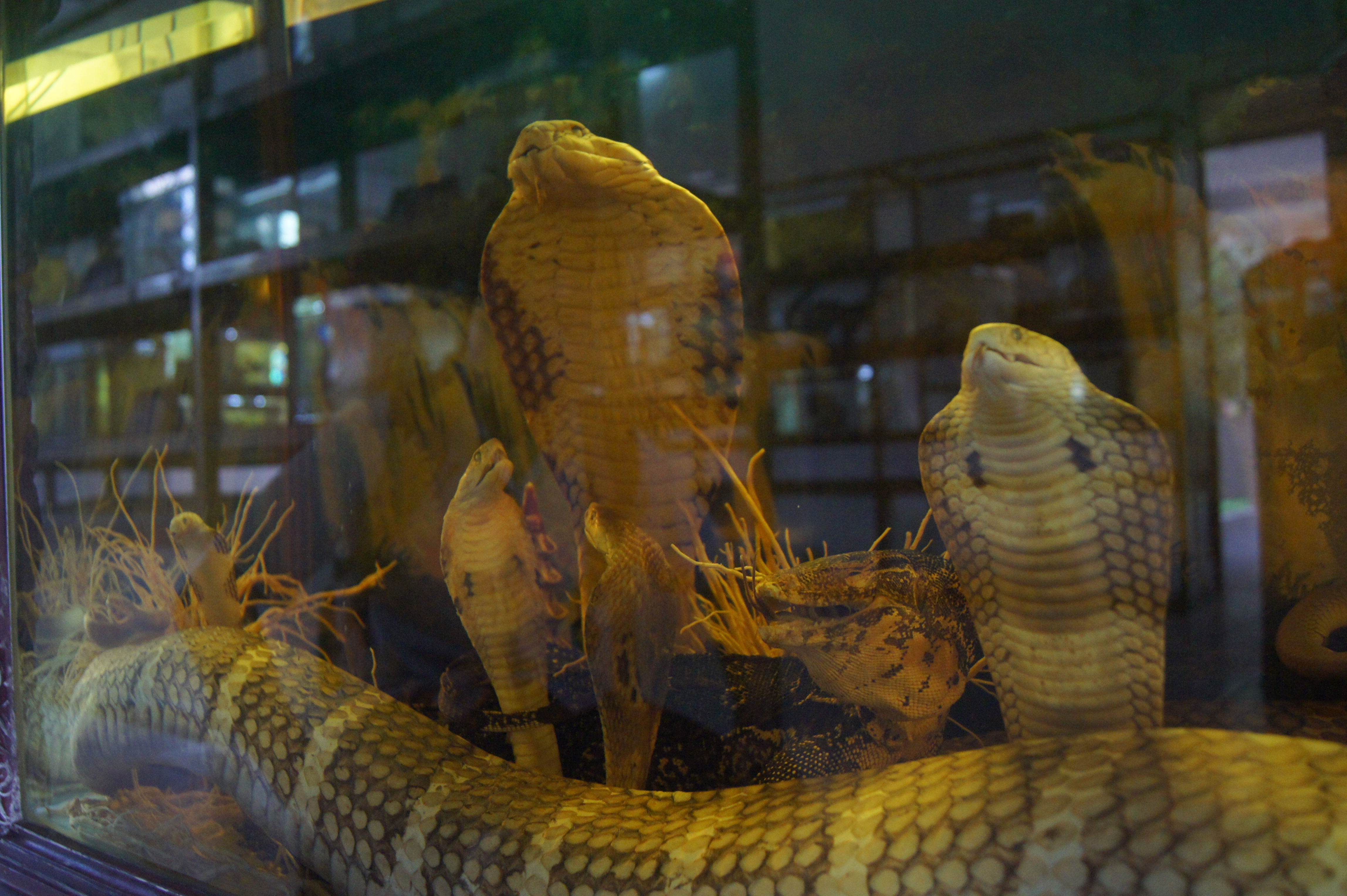
Rắn hổ mang ở trại rắn Đồng Tâm

Trong hình tượng rắn của người Việt Nam là xuất hiện rất đa dạng với những biến thể khác nhau, như rắn, trăn, chằn tinh, giao long, thuồng luồng, thậm chí là rồng được cho là một biến thể của rắn. Ở mỗi một hình thức thể hiện của rắn, hoặc với mỗi một biến thể, hình tượng rắn đều mang những ý nghĩa nhất định. Có thể tìm thấy điều này trong các câu truyện cổ tích, huyền thoại, truyền miệng, lời đồn, phong tục tập quán, văn học nghệ thuật, mỹ thuật, tạo hình.
Hình tượng rắn trong các huyền thoại Việt Nam có thể kể đến các truyện như câu chuyện mở đầu của người Mông, cũng có một huyền thoại, Truyện rồng và người của người Lô Lô; truyện Nguồn nước khổng lồ của người Cơ Ho; huyền thoại về Linh Lang; Ông dài ông cộc; truyện Thần nước, Sự tích núi Ngũ hành, huyền thoại Con rồng cháu tiên, là huyền thoại chim tổ và huyền thoại rắn bố để trở thành mẹ tiên Âu-bố rồng Lạc sinh ra bọc trứng, nở ra trăm con và các câu chuyện truyền miệng ỏ Nam Bộ.
Ngoài ra còn có những biến thể khác nữa của rắn. Đó là truyền thuyết về Ông cộc, Ông dài gắn liền với tín ngưỡng thờ rắn ở một số vùng Bắc Giang, Hà Nam. Hoặc trong tín ngưỡng thờ Mẫu của người Việt, rắn xuất hiện với hình ảnh của đôi Thanh xà và Bạch xà nằm vắt ngang trên chính điện (Phủ Dầy), được gọi là Ông lốt. Trong đồ mã cúng Mẫu bao giờ cũng có rắn ba đầu hoặc rắn Tam đầu cửu vĩ, rắn ba đầu chính là mô phỏng rắn thần Naga do những ảnh hưởng giao thoa văn hóa giữa người Việt với người Chăm. Trong bộ Kho tàng cổ tích Việt Nam tổng số 200 chuyện thì đã có 11 chuyện đề cập đến hình tượng rắn hoặc các biến thể của rắn như giao long, thuồng luồng, chằn tinh, có những chuyện ca ngợi sự giúp đỡ của rắn đối với con người, một số truyện khác lại nói đến việc rắn hại người.
Rắn với biến thể là trăn có thể tìm thấy khá nhiều trong các câu chuyện cổ tích. Trong truyện cổ tích Thạch Sanh kể về một con trăn tinh (hay chằn tinh) tu luyện lâu năm chuyên đi hại người. Mỗi năm, dân làng phải nộp cho chằn tinh một mạng người, song cuối cùng nó bị tiêu diệt bởi Thạch Sanh. Dưới hình dạng của trăn hay chằn tinh, rắn thường biểu trưng cho thế lực cái ác, phản ánh ước nguyện của dân chúng trong cuộc đấu tranh giữa cái thiện và cái ác. Câu chuyện "Rể trăn", lại xuất hiện hai con trăn hoàn toàn đối lập nhau một con là hiện thân của chàng trai có diện mạo đẹp đẽ, hiền lành, tốt bụng, con còn lại có hình hài gớm giếc chuyên đi hại người. Con trăn hiền lành biết giúp đỡ người khác dễ dàng nhận được tình cảm yêu mến của con người, trong khi con trăn chuyên đi hại người bị nhận kết cục tồi tệ là cái chết.
Một số hình ảnh về loài trăn ở Việt Nam:

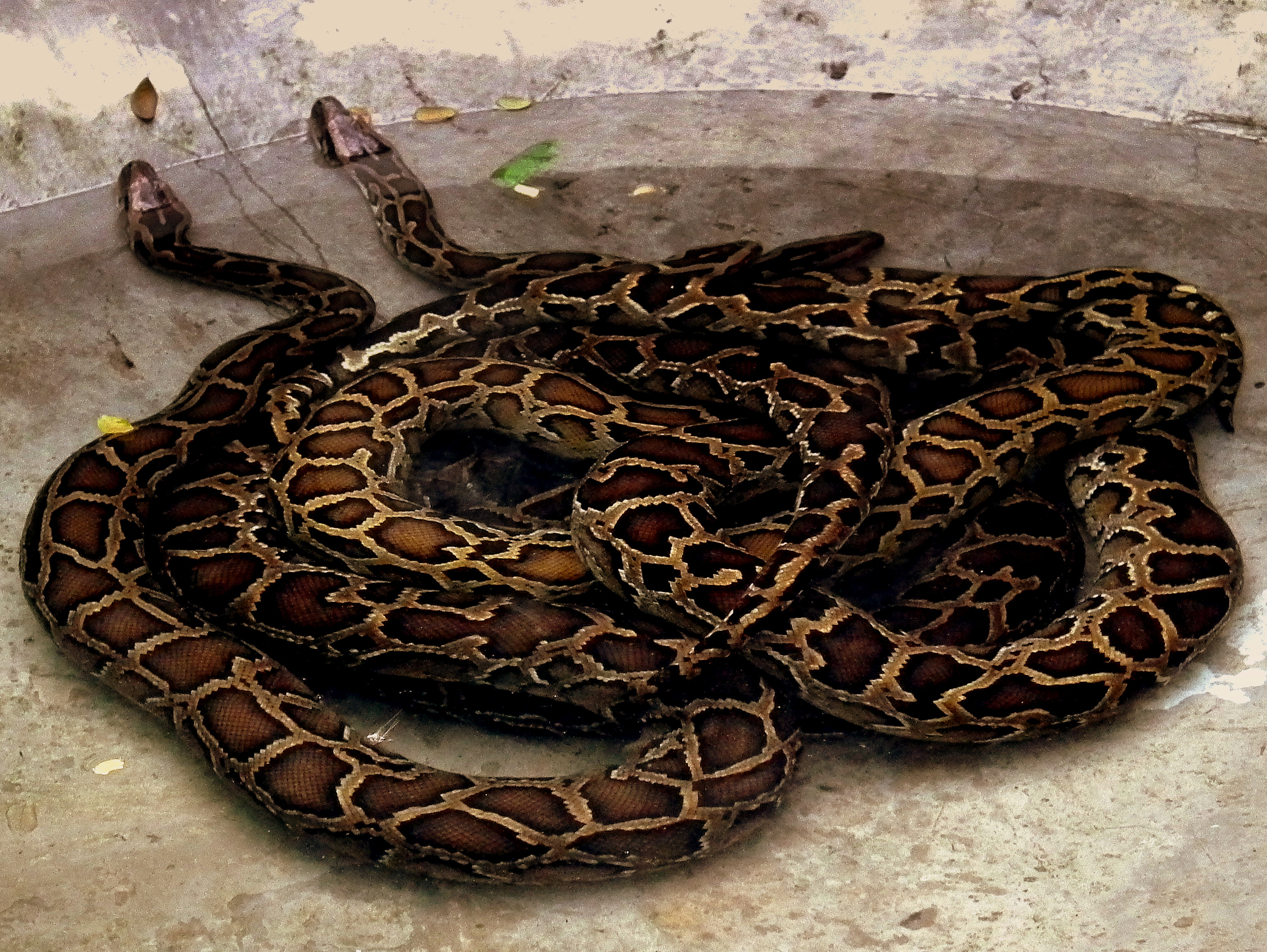
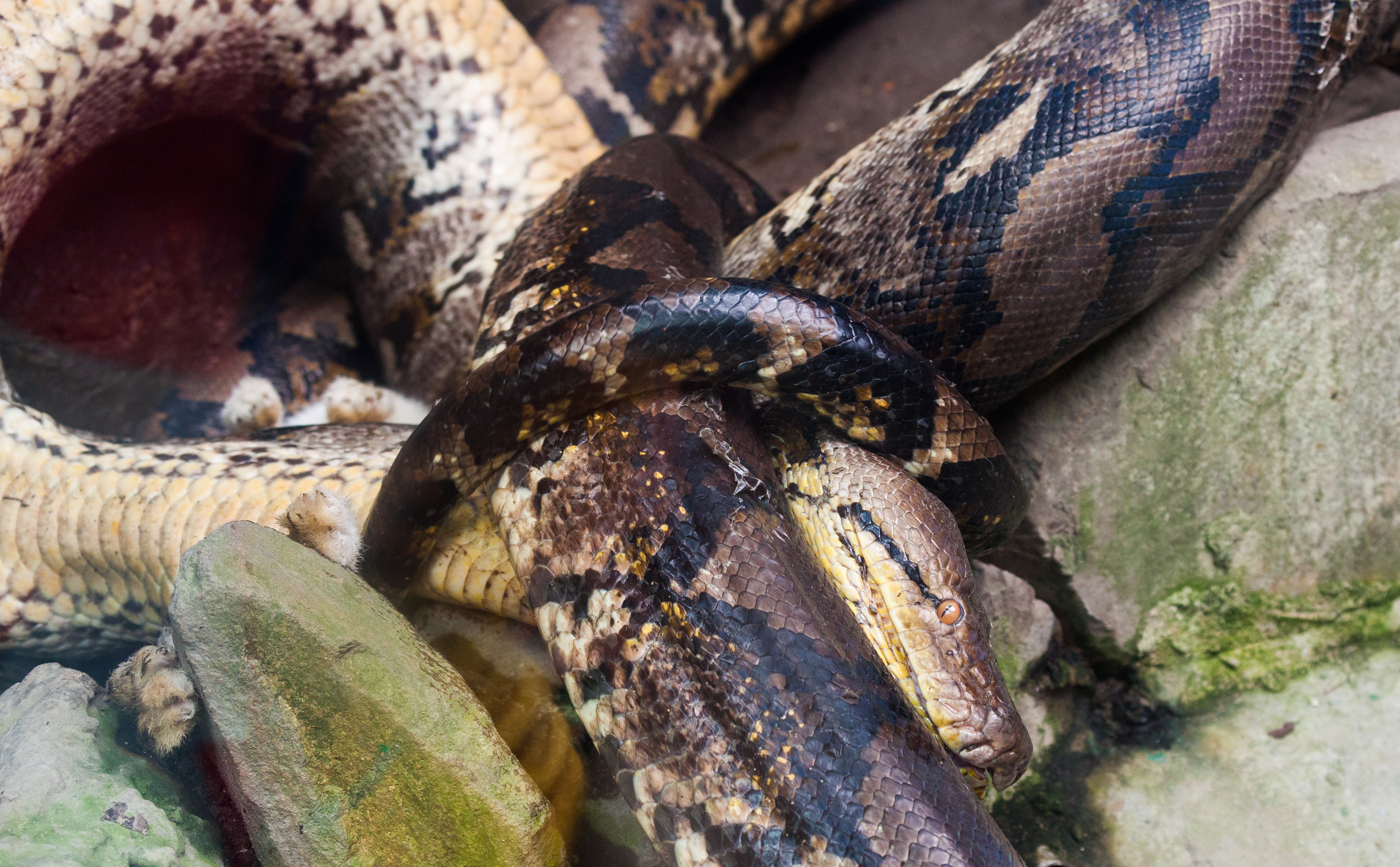
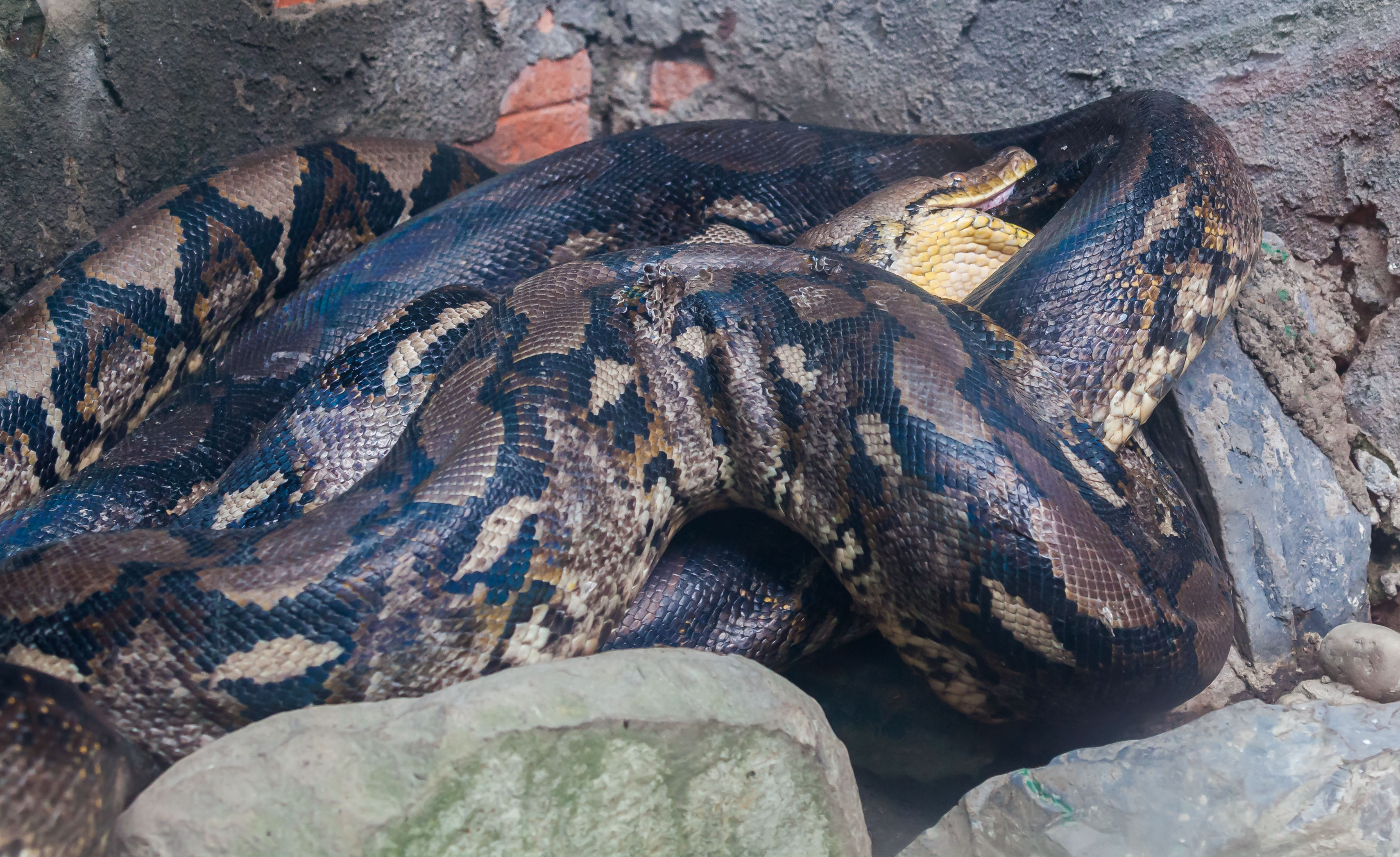
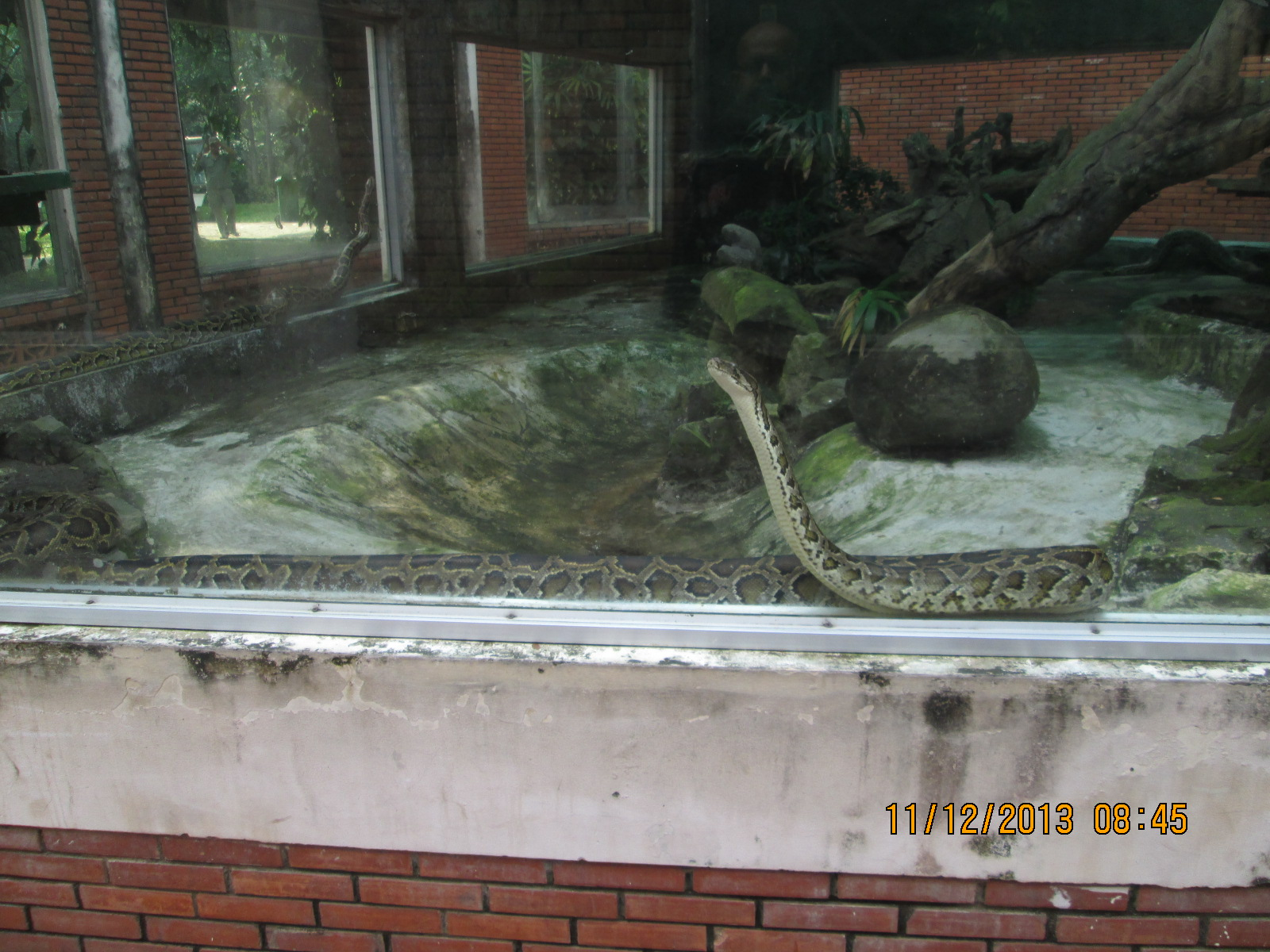

Trong truyền thuyết Sơn Tinh, Thủy Tinh, rắn lại xuất hiện dưới hình hài là những con thủy quái hay còn gọi là thuồng luồng là đại diện cho thế lực siêu nhiên mang theo những hiểm họa đe dọa mùa màng và sự sinh tồn của con người. Trong huyền thoại Thần Tản Viên, rắn xuất hiện trong vai trò là con trai vua thủy tề bị trẻ trăn trâu đánh chết vứt bên bờ sông được một chàng trai tốt bụng cứu sống sau rắn quay lại hậu tạ. Rắn trong huyền thoại Thần Tản Viên là mô tuýp phổ biến phản ánh tâm thức tín ngưỡng của cư dân nông nghiệp. Rắn ở đây được đồng nghĩa với các vị thần nước, thần sông, thần suối.
Rắn xuất hiện với biến thể là giao long có thể tìm thấy trong truyền thuyết Lạc Long Quân, huyền thoại Linh Lang Vương. Trong hình hài là giao long (có thể là cá sấu), rắn dường như được phủ lên một lớp văn hóa muộn, bởi nó đã bước đầu nhuốm màu sắc phong kiến. Mặc dầu những biểu hiện bề ngoài của giao long chưa có cái uy nghiêm, oai phong của rồng, song nó đang từng bước tiến tới những ý nghĩa biểu trưng của sức mạnh thần quyền và vương quyền, giao long mang nhiều ý nghĩa với tục thờ cúng tổ tiên, liên quan đến tục người Việt cổ thường xăm mình khi xuống nước để không bị giao long ăn thịt, lâu dần coi đó là tổ tiên.

## Tục thờ rắn của người Khmer

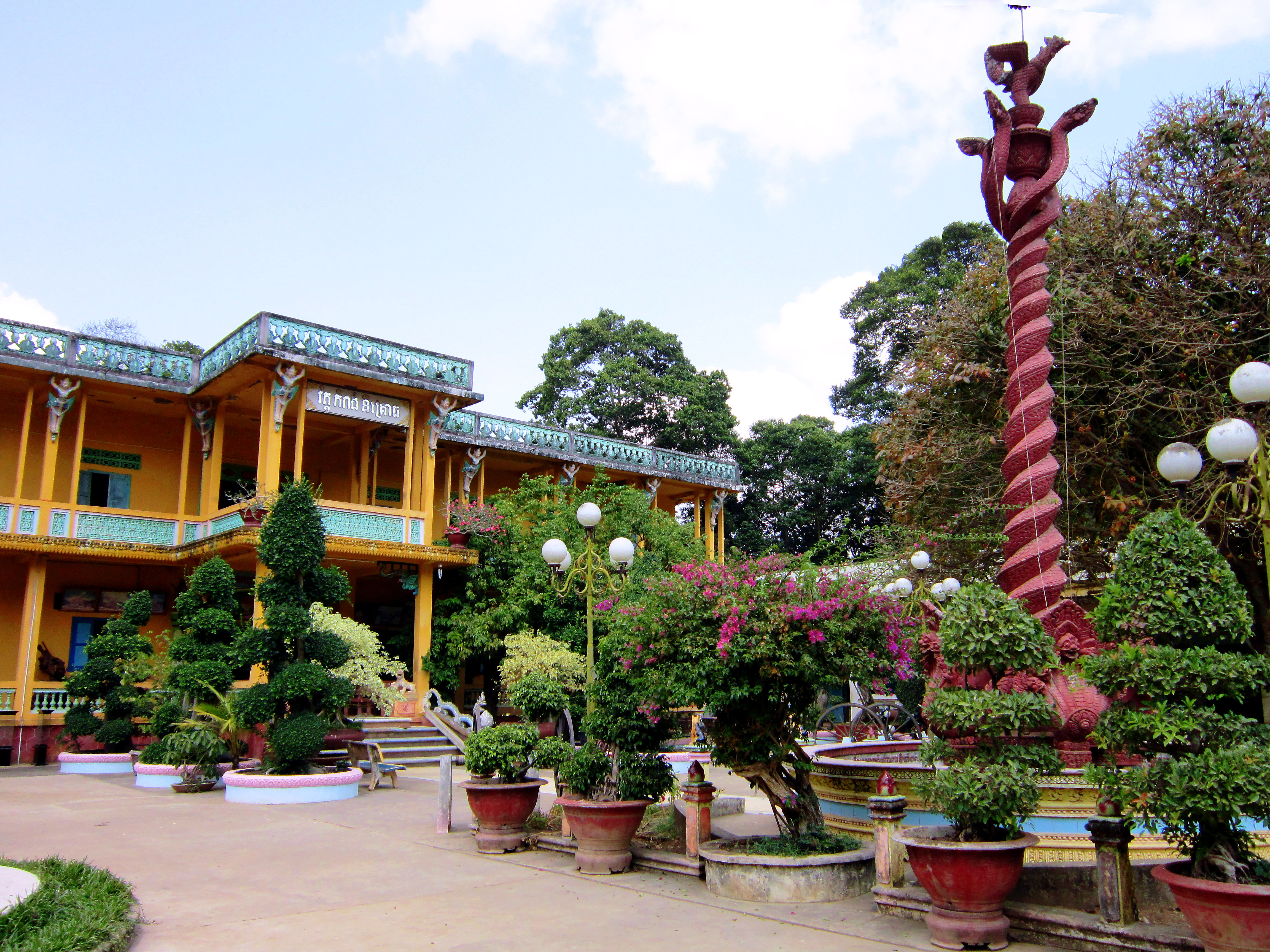
Nhà trưng bày ở Chùa Hang (Trà Vinh), phía trước cột thờ có hình một con rắn lớn

Trong tín ngưỡng dân gian của người Khmer ở Nam Bộ, huyền thoại rắn thần Naga chiếm một vai trò rất quan trọng. Tín ngưỡng này được giải thích bởi truyền thuyết lập quốc của người Khmer. Người Khmer thờ thần rắn với niềm tin thần là người làm chủ nguồn nước, tạo ra mưa thuận gió hòa cho các cư dân nông nghiệp lúa nước. Người Khmer thờ thần rắn với niềm tin thần là người làm chủ nguồn nước, đối với người Khmer, họ thờ con rắn Naga. Đối với đồng bào dân tộc Khmer, rắn Naga được gọi là Niệk, biểu trưng cho nghệ thuật điêu khắc và văn hóa tín ngưỡng bản địa thờ rắn.
Trước đây, người Khmer vào khai hoang vùng đất Nam bộ, họ sống trên vùng đất ẩm thấp, nhiều rừng rậm, nước ngập quanh năm do chưa có hệ thống trị thủy. Đây cũng chính là điều kiện môi trường thích hợp với các loài bò sát: rắn, cá sấu, chim, cò quy tụ về sinh sống. Rắn Naga là hình tượng cực kỳ phổ biến trong văn hóa Khmer, biểu hiện ý nghĩa đức Phật đã cảm hóa được rắn độc và thần rắn đã phát nguyện tùng phục, theo hầu đức Phật khi mưa to gió lớn. Nét đẹp văn hóa tôn thờ rắn Naga xuất phát từ sự giao thoa gịữa tín ngưỡng Phật giáo và điều kiện môi trường sống của người Khmer.
Riêng về loài rắn, vốn có tính chất nguy hiểm nhất là rắn hổ mang. Rắn hổ mang tuy độc nhưng người Khmer đã sớm biết cách thuần hóa. Bởi từ lâu, đạo Phật luôn thể hiện rõ sự nhân đạo và rắn Naga đã được đức Phật cảm hóa và từ đó đưa vào kiến trúc điêu khắc tại các ngôi chùa với ý nghĩa giáo lý, đức Phật đã cảm hóa được cái ác. Con rắn vốn có nọc độc gây chết người, nhưng vẫn được cảm hóa trở nên hiền từ và có ích vì nó biết tu theo Phật. Đây được xem là tư tưởng mang đậm truyền thống văn hóa tốt đẹp, có giá trị nhân văn sâu sắc của người Khmer.
Đối với người Khmer, thần rắn Naga có một vị trí rất quan trọng trong đời sống tâm linh. Ngày nay, trong kiến trúc nhiều ngôi chùa của người Khmer thường có hình ảnh cầu vồng và rắn Naga tượng trưng cho cầu nối giữa trần gian và cõi Niết bàn. Các phù điêu Naga nơi mái cuốn của ngôi chùa người Khmer có ý nghĩa trong việc trừ tà, tránh hỏa hoạn và bảo vệ Đức Phật. Thường thấy là những chân cột cờ với 4 hình tượng rắn Naga trong chùa Khmer. 

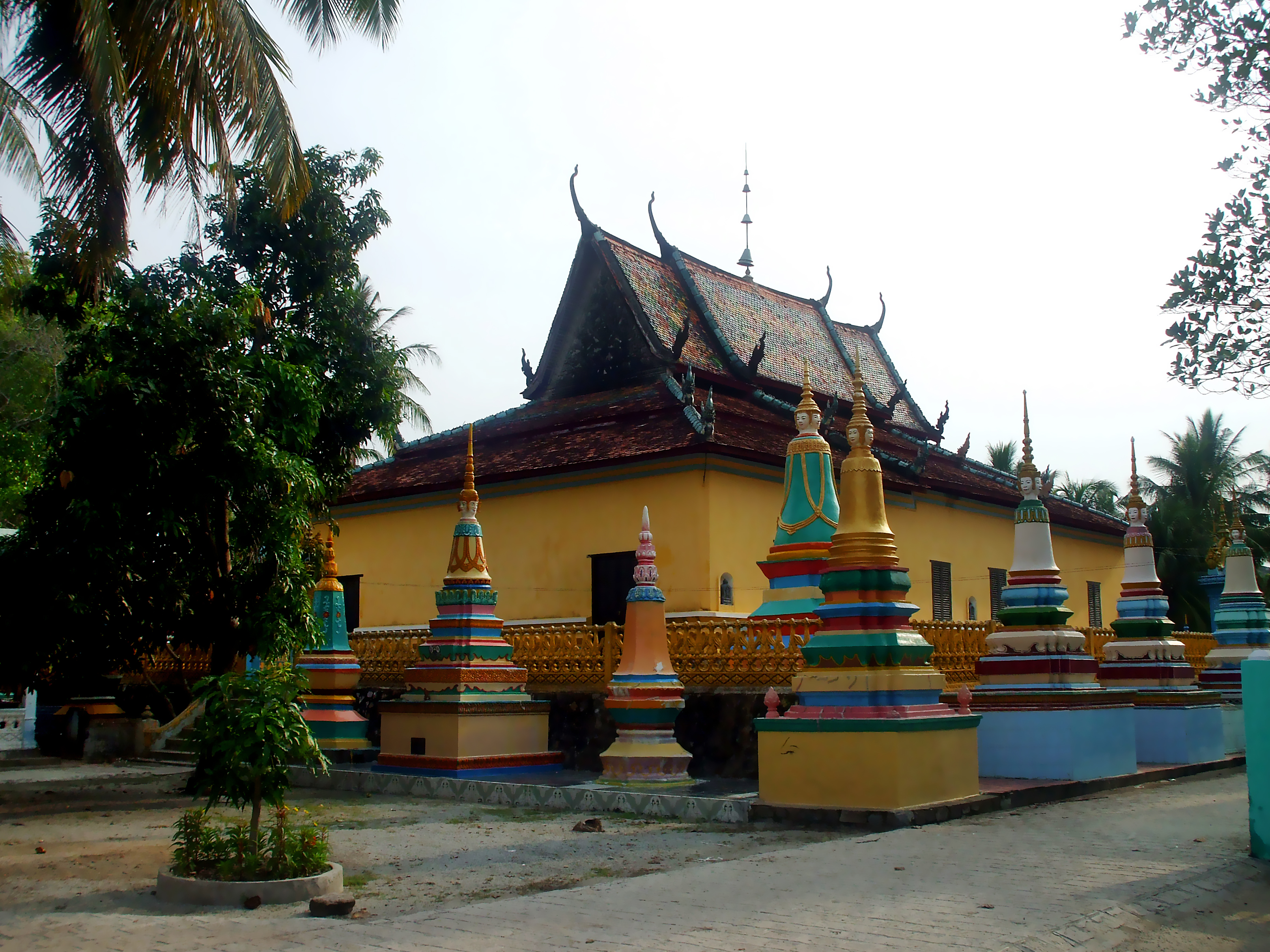
Chùa Xà Tón, xung quanh trang trí có hình viền rắn thần Naga

Hình tượng rắn Naga xuất hiện ở khắp nơi, từ nóc chùa, chân cầu thang chánh điện, chân cầu thang phòng đọc sách, chân cột cờ, trên những chiếc xe tang đưa người chết đến nơi hỏa thiêu tượng trưng cho vị thần đưa linh hồn người tốt lên cõi Niết Bàn. Khi xuất hiện, rắn Naga thường có phần đuôi uốn cong, phần đầu là hình ảnh của con rắn phồng mang với 3 đầu, 5 đầu, 7 đầu hoặc 9 đầu. Mỗi dạng có một ý nghĩa biểu tượng khác nhau, không cái nào giống cái nào.
Rắn 3 đầu tượng trưng cho tam tài (Thiên-Địa-Nhân); 5 đầu tượng trưng cho ngũ hành (Kim-Mộc-Thủy-Hỏa-Thổ); 7 đầu tượng trưng cho sự đắc đạo trong tu hành và 9 đầu chính là con đường dẫn lên thiên đàng. Tuy nhiên, phổ biến nhất trong các chùa Khmer ở Nam Bộ là rắn Naga 5 đầu. Sự xuất hiện của hình tượng rắn Naga trong các kiến trúc chùa là nét văn hóa đặc trưng của người Khmer Nam Bộ, góp phần tạo nên một không gian linh thiêng, huyền bí của các ngôi chùa Khmer Nam Bộ.
Rắn Naga cũng là mô típ trang trí quan trọng trong nghệ thuật điêu khắc Phật giáo Khmer Nam bộ. Tại các ngôi chùa Khmer, hình tượng rắn Naga ngự trị trên các mái chùa, các đầu đao, cổng rào với ý nghĩa để xua đuổi tà ma và bảo vệ đức Phật. Ngoài ra cũng có hình tượng rắn Naga được chạm trổ bằng xà cừ uốn lượn quấn quanh những cánh cửa chùa, trên những chiếc tủ đựng kinh sách, trên những chiếc xe tang đưa người chết đến nơi hỏa thiêu, tượng trưng cho vị thần đưa linh hồn người tốt lên cõi Niết Bàn.
Trong những ngôi chùa Khmer Nam bộ, rắn Naga xuất hiện khắp nơi, từ cổng chùa đến nóc chùa, đầu đao, thậm chí trên những cánh cửa tủ đựng kinh sách được các nghệ nhân điêu khắc rất công phu, phong phú về chủng loại và đa dạng về hình thức, mang một nét hoa văn rất đặc trưng của kiến trúc Phật giáo Khmer. Mỗi ngôi chùa Khmer là một bảo tàng về nghệ thuật kiến trúc, điêu khắc tượng pháp bích họa trang trí trên trần, trên cửa, cột, hàng hiên, bệ tượng, thân tượng, bất cứ ngôi chùa Khmer nào đều có thể nhìn thấy biểu tượng con rắn nhiều đầu được trang trí ở các góc mái, cổng rào, lan can, cột cờ. Với hình thể độc đáo gần giống với hình tượng rắn hổ mang với cái mang phình ra rất to, che phủ nhiều cái đầu, thường là số lẻ 5, 7, 9 đầu nhưng phổ biến nhất là 7 đầu

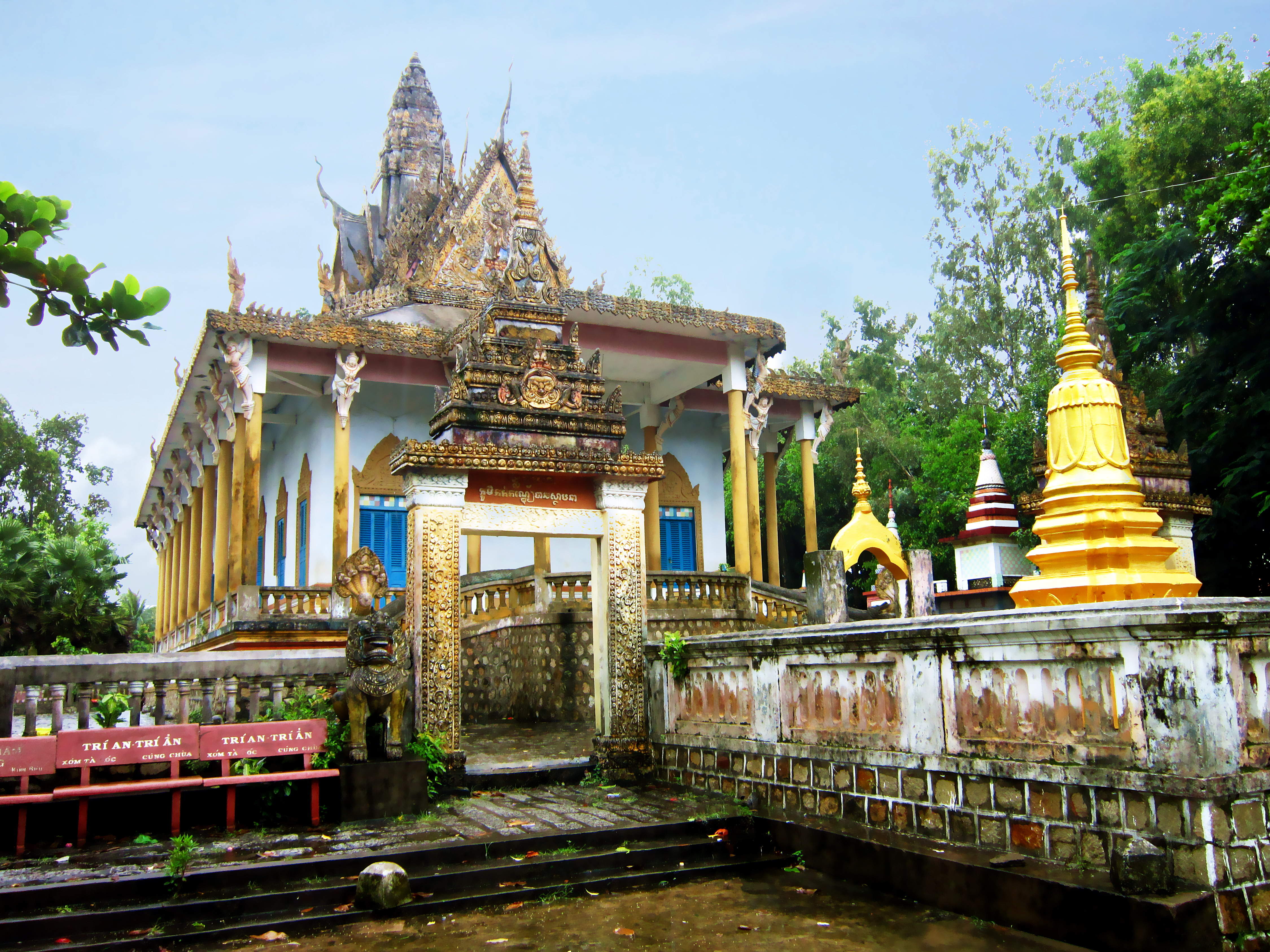
Chùa Sóc Xoài, trang trí có hình rắn Naga ở dạng Hổ mang

Trong các ngôi chùa Khmer, rắn Naga ngự trên các mái chùa, các đầu đao để xua đuổi tà ma và bảo vệ đạo Phật. Ngoài ra cũng có hình tượng rắn Naga được chạm trổ bằng xà cừ uốn lượn quấn quanh những cánh cửa chùa, trên những chiếc tủ đựng kinh sách, trên những chiếc xe tang đưa người chết đến nơi hỏa thiêu tượng trưng cho vị thần đưa linh hồn người tốt lên cõi Niết Bàn Tavatimsa (Đâu Suất).
Theo quan niệm của người Khmer, mỗi hình ảnh điêu khắc về rắn Naga có kết cấu, họa tiết số lượng đầu, cũng có ý nghĩa khác nhau theo những nội dung cụ thể mà các vị trụ trì muốn làm thông điệp gửi đến phật tử của mình thuận tiện trong viện tu hành và rèn luyện đạo đức theo giáo lý của đức phật. Xuất phát từ những sử tích và nhận thức, hình tượng rắn Naga đã trở thành một giá trị của biểu tượng có ý nghĩa, vừa mang giá trị tinh thần, mang lại sự bình an trong cuộc sống của người Khmer, vừa có vai trò như một họa tiết hoa văn được thể hiện trong điêu khắc kiến trúc chùa chiền, trên các phù điêu đền tháp, với ý nghĩa được xem là niềm tin và sự may mắn.
Trong tất cả ngôi chùa của người Khmer ở tỉnh Bạc Liêu nói riêng ta thường thấy hình ảnh rắn Naga xuất hiệu hầu hết ở các công trình tôn giáo như Chánh Điện, Giảng Đường, cổng chùa, ngôi Bảo tháp được các nghệ nhân điêu khắc rất công phu, phong phú về chủng loại và đa dạng về hình thức, mang một nét hoa văn rất đặc trưng của nền kiến trúc phật giáo Khmer. Du khách lần đầu đến các ngôi chùa của người Khmer ở miền Tây, hoặc Campuchia, đều thích thú, thậm chí sợ hãi khi chiêm ngưỡng hai con rắn khổng lồ 9 đầu chầu vào cổng. Chùa Mahatup, còn gọi là chùa Dơi, hay chùa Mã Tộc, Sóc Trăng, những tượng rắn đó được gọi là Nagat.